# J. Samuel White

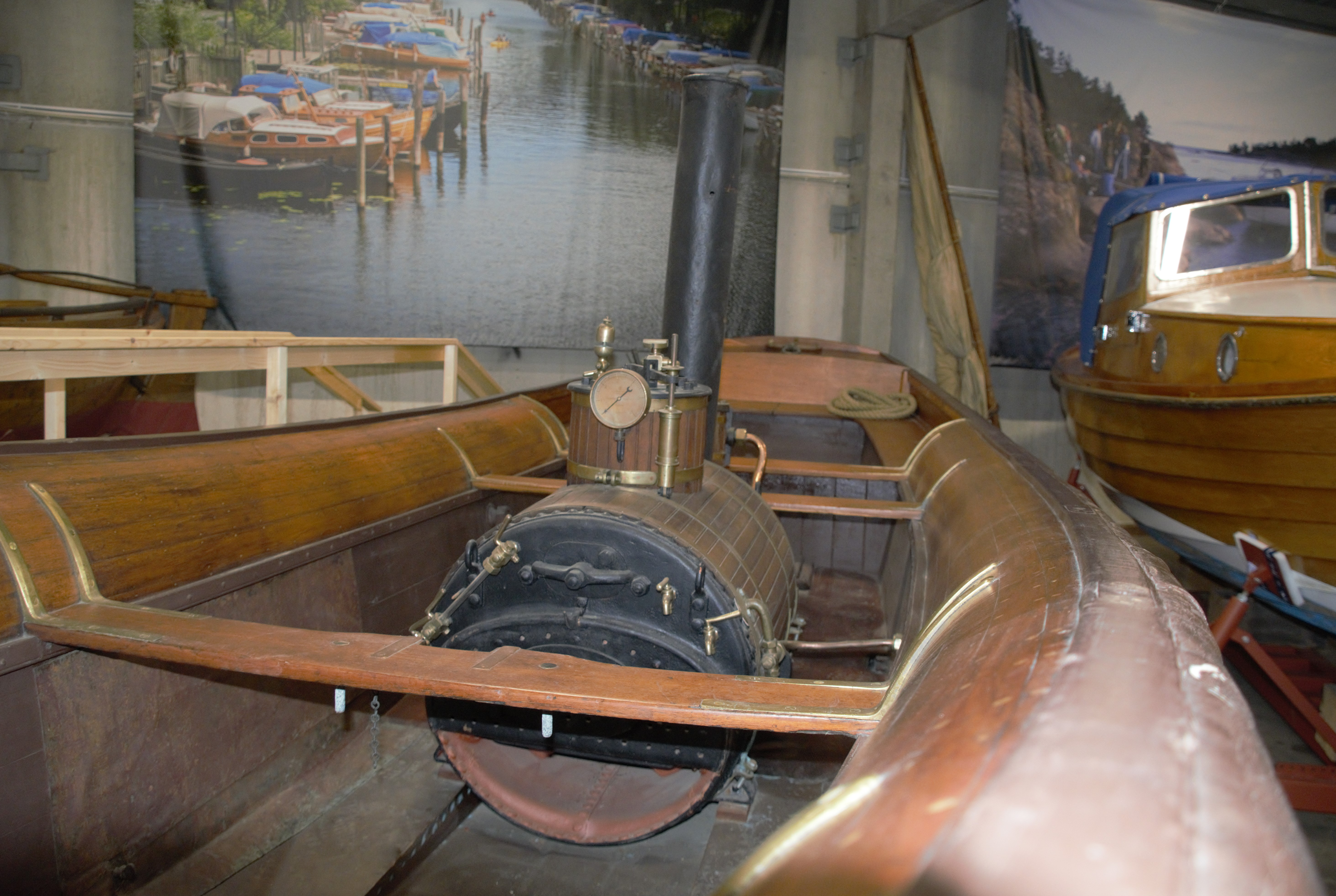
Ångslupen på Adolf Erik Nordenskiölds polarfartyg Vega tillverkades 1872 av J. Samuel White & Company. Den är 8,35 meter lång och 2,13 meter bred och förvaras i Båtmagasinet på Rindö.

J. Samuel White & Company var ett brittiskt skeppsvarv och flygplanstillverkare på Isle of Wight. 
John Samuel Whites farfar skeppsbyggaren Thomas White flyttade 1802 från Broadstairs till Cowes, där han till slut tog över varvsverksamheten på båda sidor av Medina. Företaget växte, 1850 arbetade runt 500 varvsarbetare med tillverkning och reparationer av handelsfartyg, flytande broar och mindre båtar. När John Samuel White tog över ledningen utökades verksamheten och antalet anställda ökade. På 1870-talet var man en av Englands största tillverkare av livbåtar, samtidigt utvecklades en torpedbåt vid företaget. När den brittiska marinledningen fick upp ögonen för torpeden som ett effektivt sjövapen ombads man att konstruera en ny typ av torpedbåtsjagare. Under 1880-talet tappade företaget mycket av sin reparationsverksamhet till de nya varv som etablerades i Southampton. För att inte lida skada ekonomiskt av förlusten av reparationsverksamheten inledde man tillverkning av turbiner, ång- och dieselmotorer. Varvsverksamheten koncentrerades till East Cowes, medan den mekaniska verkstaden koncentrerades till West Cowess. Runt 1914 svarade varvet med sina 2 000 anställda för cirka 75% av all ekonomisk omsättning i Cowes. Som en strategisk krigsindustri drabbades man under första världskriget av flera bombangepp. Samma sak upprepades under andra världskriget. För brittiska flottan var man en av huvudleverantörerna av jagare, men under fredstid hade man även en stor exporttillverkning. Som mest under andra världskriget var över 3 500 varvsarbetare sysselsatta vid företaget. När freden kom drabbades man av minskade order, eftersom marknaden kunde köpa Libertyfartyg till reapris på överskottsmarknaden. Under 1960-talet när varvskrisen drabbade skeppsvarven tvingades företaget upphöra med sin verksamhet.

## Whites flygavdelning
1912 inrättades en flygavdelning vid den mekaniska verkstaden. Företagets första sjöflygplan tillverkades i Gridiron Shed på den östra stranden av Medina vid East Cowes, men när man även inledde tillverkning av landflygplan flyttades verksamheten till West Cowes, där man uppförde nya lokaler för sin flygavdelning. För att kunna genomföra provflygningar ordnade man till ett flygstråk vid Three Gate Cottages i Northwood, när verksamheten vid stråket växte köpte man 1916 in mark i Somerton, där man byggde flygplatsen Somerton Airfield. Under första världskriget licenstillverkades ett stort antal stridsflygplan för den engelska krigsmakten. När freden kom upphörde flygplanstillverkningen och flygavdelningen stängdes helt i juni 1919.

## Fartyg tillverkade vid White
- ORP Blyskawica
- HMS Abdiel (M39)
- HMS Arethusa
- HMS Carysfort
- HMS Cavalier
- HMS Eskimo (F119)
- HMS Intrepid
- HMS Kingston (F64)
- ORP Krakowiak

## Flygplan tillverkade vid White
- Wight Pusher Seaplane
- Wight Seaplane
- Wight Baby
- Wight Bomber
- Wight Converted Seaplane
- Short 184
- AD Seaplane Type 1000